# Meliboeus corporaali
Meliboeus corporaali es una especie de escarabajo del género Meliboeus, familia Buprestidae. Fue descrita científicamente por Obenberger en 1932.